# منظم منخفض الهبوط

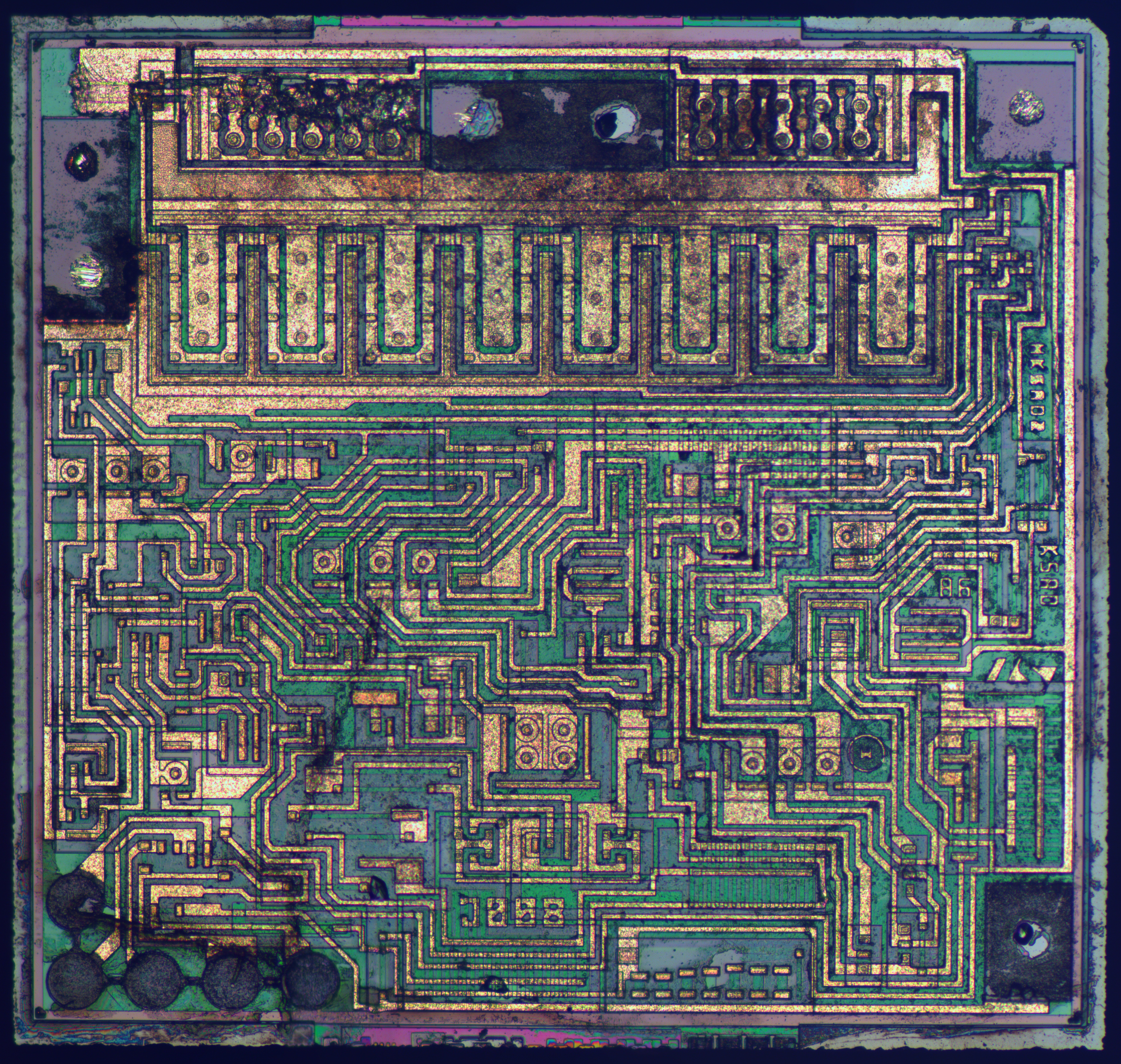
قالب منظم الجهد الخطي LM1117

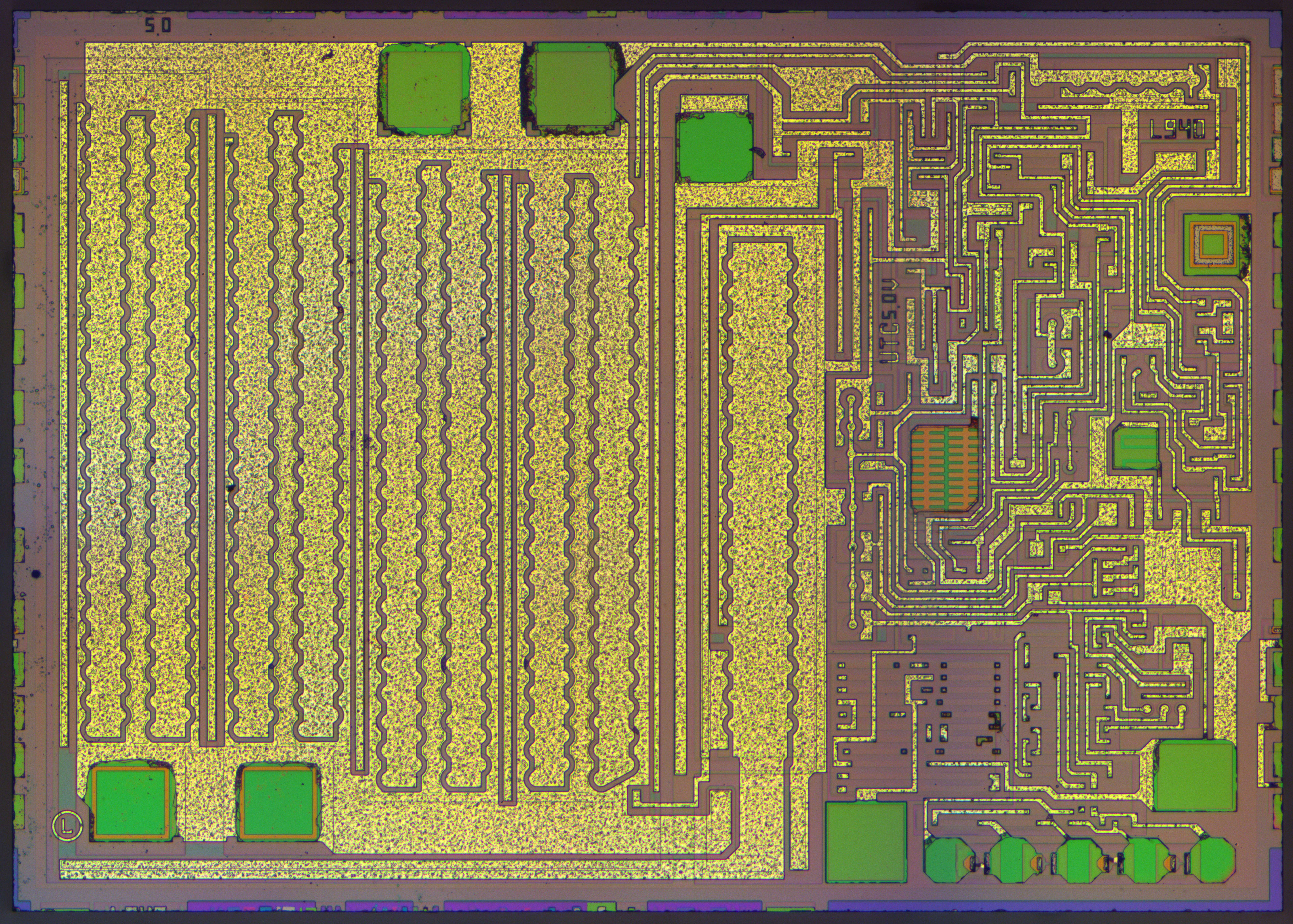
قالب منظم LM2940L

منظم منخفض الهبوط أو منظم التسرب المنخفض هو منظم جهد خطي للتيار المستمر يمكنه تنظيم جهد الخرج حتى عندما يكون جهد الإمداد قريبًا جدًا من جهد الخرج. مزايا منظم منخفض الهبوط أكثر منظمات الفولت وتشمل غياب التحول الضوضاء (كما يُؤخذ في الاعتبار تبديل مكان)، حجم الجهاز أصغر (كانت هناك حاجة لفائف كبيرة)، وزيادة بساطة التصميم (يتكون عادة من مرجع ومضخم وعنصر تمرير). العيب هو أنه، على عكس تبديل المنظمين، يجب على منظمات التيار المستمر الخطية تبديد الطاقة، وبالتالي الحرارة، عبر جهاز التنظيم من أجل تنظيم جهد الخرج.

## التاريخ
ظهر المنظم المنخفض التسرب القابل للتعديل لأول مرة في 12 أبريل 1977 في مقال عن التصميم الإلكتروني بعنوان «استراحة من منظمات آي سي الثابتة». كتب المقال روبرت دوبكين، وهو مصمم دارة متكاملة كان يعمل في ذلك الوقت في ناشيونال سوميكوندكتور (بالإنجليزية: National Semiconductor)‏. لهذا السبب، تدعي شركة ناشيونال سوميكوندكتور لقب «مخترع منظم منخفض الهبوط». ترك دوبكين لاحقًا شركة ناشيونال سوميكوندكتور في عام 1981 وأسس شركة لينيار تيكنولوجي (بالإنجليزية: Linear Technology)‏ حيث كان يشغل منصب مدير التكنولوجيا الرئيسي.

## عناصر

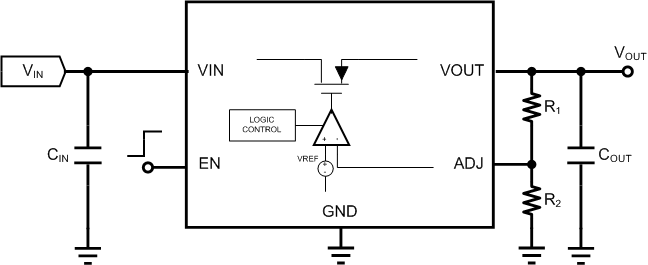
رسم تخطيطي لمنظم منخفض التسرب أو الهبوط

المكونات الرئيسية هي قوة ترانزستور تأثير المجال (FET) ومضخم تفاضلي. يراقب أحد مدخلات مكبر الصوت التفاضلي جزء الإخراج المحدد بواسطة نسبة المقاوم R1 و R2. المدخل الثاني للمكبر التفاضلي هو من مرجع جهد ثابت (مرجع ذو فجوة الحزمة). إذا كان جهد الخرج مرتفعًا جدًا بالنسبة للجهد المرجعي، يتغير محرك الطاقة FET للحفاظ على جهد خرج ثابت.

## اللائحة
تعمل منظمات انخفاض التسرب (منظم منخفض الهبوط) بشكل مشابه لجميع منظمات الجهد الخطي. الاختلاف الرئيسي بين منظمات منظم منخفض الهبوط وغير منظم منخفض الهبوط هو الهيكل التخطيطي الخاص بهم. بدلاً من طوبولوجيا تابع الباعث، تتكون المنظمات منخفضة التسرب من جامع مفتوح أو طوبولوجيا تصريف مفتوح، حيث يمكن بسهولة دفع الترانزستور إلى التشبع مع الفولتية المتاحة للمنظم. هذا يسمح بانخفاض الجهد من الجهد غير المنظم إلى الجهد المنظم ليكون منخفضًا (يقتصر على) جهد التشبع عبر الترانزستور. :Appendix A
بالنسبة للدائرة الموضحة في الشكل إلى اليمين، يتم إعطاء جهد الخرج على النحو التالي:
{\displaystyle V_{\text{OUT}}=\left(1+{\frac {R_{1}}{R_{2}}}\right)V_{\text{REF}}}
إذا تم استخدام ترانزستور ثنائي القطب، على عكس الترانزستور ذو التأثير الميداني أو ترانزستور حقلي وصلي، فقد يتم فقد طاقة إضافية كبيرة للتحكم فيه، في حين تأخذ المنظمات غير منظم منخفض الهبوط تلك الطاقة من انخفاض الجهد نفسه. بالنسبة للجهد الكهربي العالي في ظل الاختلاف المنخفض للغاية بين الداخل والخارج، سيكون هناك فقد كبير في الطاقة في دائرة التحكم.
نظرًا لأن عنصر التحكم في الطاقة هو عاكس، يلزم وجود مضخم مقلوب آخر للتحكم فيه، مما يزيد من التعقيد التخطيطي مقارنة بالمنظم الخطي البسيط. قد يكون ترانزستور تأثير المجال الطاقة مفضلة لتقليل استهلاك الطاقة، ومع ذلك فإن هذا يطرح مشاكل عند استخدام المنظم لجهد الدخل المنخفض، حيث تتطلب ترانزستور تأثير المجال عادة من 5 إلى 10 V ليغلق تماما. قد تزيد ترانزستورات تأثير المجال الطاقة أيضًا من التكلفة.

## الكفاءة وتبديد الحرارة
تبدد القوة في عنصر التمرير والدوائر الداخلية ({\displaystyle P_{\text{LOSS}}}) من منظم منخفض الهبوط النموذجي على النحو التالي:
{\displaystyle P_{\text{LOSS}}=\left(V_{\text{IN}}-V_{\text{OUT}}\right)I_{\text{OUT}}+V_{\text{IN}}I_{\text{Q}}}
أين {\displaystyle I_{\text{Q}}} هو التيار الهادئ الذي تتطلبه منظم منخفض الهبوط لداراتها الداخلية.
لذلك يمكن حساب الكفاءة على النحو التالي:
{\displaystyle \eta ={\frac {P_{\text{IN}}-P_{\text{LOSS}}}{P_{\text{IN}}}}}  أين  {\displaystyle P_{\text{IN}}=V_{\text{IN}}I_{\text{IN}}}
ومع ذلك، عندما يكون منظم منخفض الهبوط في حالة تشغيل كامل (أي تزويد التيار للحمل) بشكل عام: {\displaystyle I_{\text{OUT}}\gg I_{\text{Q}}}. هذا يسمح لنا بالتقليل {\displaystyle P_{\text{LOSS}}} إلى الآتى \ إلى القادم \ إلى الم:
{\displaystyle P_{\text{LOSS}}=\left(V_{\text{IN}}-V_{\text{OUT}}\right)I_{\text{OUT}}}
مما يقلل من معادلة الكفاءة إلى:
{\displaystyle \eta ={\frac {V_{\text{OUT}}}{V_{\text{IN}}}}}
من المهم مراعاة الاعتبارات الحرارية عند استخدام منظم خطي منخفض التسرب. يمكن أن يؤدي وجود تيار مرتفع و / أو فرق كبير بين جهد الدخل والخرج إلى تبديد كبير للطاقة. بالإضافة إلى ذلك، ستعاني الكفاءة مع اتساع الفرق. اعتمادًا على العبوة، قد يؤدي التبديد المفرط للطاقة إلى إتلاف منظم منخفض الهبوط أو التسبب في إيقاف التشغيل الحراري.

## جهد الانحياز
من بين الخصائص المهمة الأخرى للمنظم الخطي لجهد الانحيار، المعروف أيضًا باسم التيار الأرضي أو تيار العرض أو التيار الهادئ، والذي يفسر الفرق، على الرغم من صغره، بين تيارات الإدخال والإخراج لـ منظم منخفض الهبوط، أي:
{\displaystyle I_{\text{Q}}=I_{\text{IN}}-I_{\text{OUT}}}
يتم سحب التيار الهادئ بواسطة منظم منخفض الهبوط من أجل التحكم في دائرته الداخلية للتشغيل السليم. يعد عنصر التمرير المتسلسل، والطوبولوجيا، ودرجة الحرارة المحيطة المساهمين الأساسيين في التيار الهادئ.
لا تتطلب العديد من التطبيقات تشغيل منظم منخفض الهبوط بشكل كامل طوال الوقت (أي تزويد التيار بالحمل). في حالة الخمول هذه، لا يزال منظم منخفض الهبوط يسحب كمية صغيرة من التيار الهادئ من أجل إبقاء الدائرة الداخلية جاهزة في حالة تقديم حمل. عندما لا يتم توفير تيار للحمل، {\displaystyle P_{\text{LOSS}}} يمكن العثور عليها على النحو التالي: vjvvjv ug;g bmlfj
{\displaystyle P_{\text{LOSS}}=V_{\text{IN}}I_{Q}}

## الفلترة

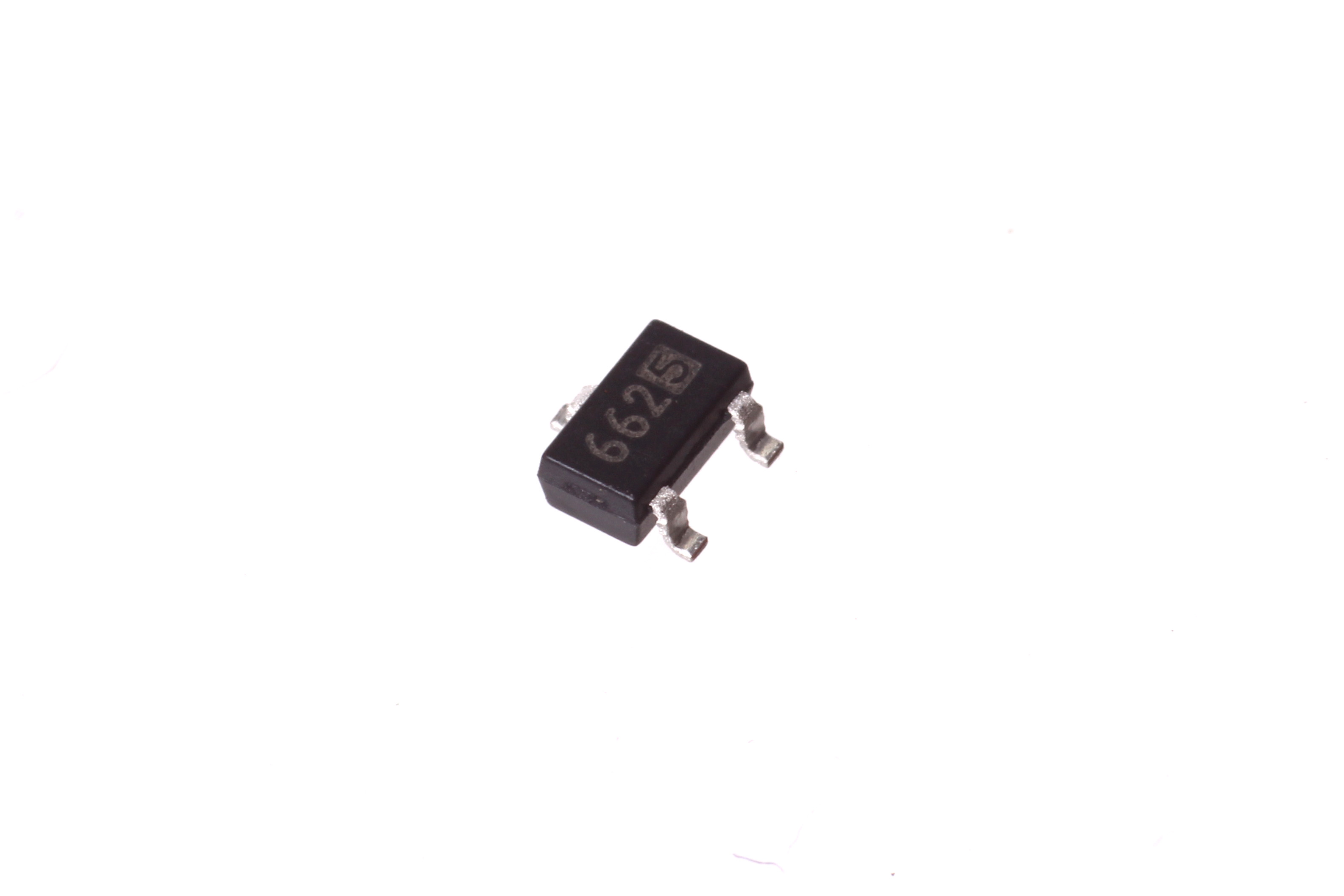
Torex XC6206 3.3.0 وهو منظم منخفض الهبوط في عبوة SOT23-3

بالإضافة إلى تنظيم الجهد، يمكن أيضًا استخدام منظم منخفض الهبوطs كمرشحات. هذا مفيد بشكل خاص عندما يستخدم النظام المحولات، والتي تقدم تموجًا في جهد الخرج الذي يحدث عند تردد التبديل. إذا تُرك هذا التموج بمفرده، فمن المحتمل أن يؤثر سلبًا على أداء المذبذبات، محولات البيانات، وأنظمة التردد اللاسلكي، التي يتم تشغيلها بواسطة المحول. ومع ذلك، يمكن أن يحتوي أي مصدر للطاقة، وليس فقط المحولات، على عناصر التيار المتردد التي قد تكون غير مرغوب فيها للتصميم.
هناك نوعان من المواصفات التي يجب مراعاتها عند استخدام منظم منخفض الهبوط كمرشح هما نسبة رفض مصدر الطاقة (PSRR) وضوضاء الخرج.

## تحديد
يتميز منظم منخفض الهبوط بجهد التسرب، والتيار الهادئ، وتنظيم الحمل، وتنظيم الخط، والتيار الأقصى (الذي يتم تحديده حسب حجم ترانزستور المرور)، والسرعة (مدى السرعة التي يمكن أن تستجيب مع تغير الحمل)، وتغيرات الجهد في الخرج بسبب عابرات مفاجئة في تيار الحمل، ومكثف الخرج ومقاومة السلسلة المكافئة له. يشار إلى السرعة بوقت صعود التيار عند الخرج لأنه يختلف من 0 تيار الحمل مللي أمبير (بدون تحميل) إلى الحد الأقصى للحمل الحالي. يتم تحديد ذلك بشكل أساسي من خلال عرض النطاق الترددي لمضخم الخطأ. من المتوقع أيضًا من منظم منخفض الهبوط توفير مخرجات هادئة ومستقرة في جميع الظروف (مثال على الاضطراب المحتمل يمكن أن يكون: التغيير المفاجئ لجهد الإدخال أو تيار الإخراج). وضع تحليل الاستقرار بعض مقاييس الأداء للحصول على مثل هذا السلوك ويتضمن وضع الأعمدة والأصفار بشكل مناسب. في معظم الأحيان، يوجد قطب مهيمن ينشأ عند الترددات المنخفضة بينما يتم دفع الأقطاب والأصفار الأخرى بترددات عالية.

### نسبة رفض مصدر الطاقة
تشير نسبة رفض مصدر الطاقة إلى قدرة منظم منخفض الهبوط على رفض التموج الذي يراه عند مدخلاته. كجزء من تنظيمه، يخفف مضخم الخطأ وفجوة الحزمة أي طفرات في جهد الدخل تنحرف عن المرجع الداخلي الذي تتم مقارنته به. في منظم منخفض الهبوط المثالي، سيتكون جهد الخرج فقط من تردد التيار المستمر. ومع ذلك، فإن مضخم الخطأ محدود في قدرته على الحصول على ارتفاعات صغيرة عند الترددات العالية. يتم التعبير عن نسبة رفض مصدر الطاقة على النحو التالي:
{\displaystyle {\text{PSRR}}={\frac {\Delta V_{\text{IN}}^{2}}{\Delta V_{\text{OUT}}^{2}}}=10\log \left({\frac {\Delta V_{\text{IN}}^{2}}{\Delta V_{\text{OUT}}^{2}}}\right)\,{\text{dB}}}
على سبيل المثال، منظم منخفض الهبوط الذي يحتوي على نسبة رفض مصدر الطاقة يبلغ 55 ديسيبل في 1 يخفف MHz 1 تموج الإدخال بالسيارات عند هذا التردد إلى 1.78 فقط µV عند الإخراج. أ 6 زيادة dB في نسبة رفض مصدر الطاقة تعادل تقريبًا زيادة في التوهين بمعامل 2.
تحتوي معظم منظمات منخفض الهبوط على نسبة رفض مصدر الطاقة مرتفع نسبيًا عند الترددات المنخفضة (10 هرتز - 1 كيلو هرتز). ومع ذلك، يتميز أداء منظم منخفض الهبوط بامتلاكه نسبة رفض مصدر طاقة عاليًا عبر طيف تردد واسع (10 هرتز - 5 ميغا هيرتز). إن وجود نسبة رفض مصدر طاقة عالي على نطاق عريض يسمح لـ منظم منخفض الهبوط برفض الضوضاء عالية التردد مثل تلك الناشئة عن المحول. على غرار المواصفات الأخرى، يتقلب نسبة رفض مصدر الطاقة عبر التردد ودرجة الحرارة والتيار والجهد الناتج وفرق الجهد.

### الضوضاء
يجب أيضًا مراعاة الضوضاء الصادرة عن منظم منخفض الهبوط نفسه في تصميم المرشح. مثل الأجهزة الإلكترونية الأخرى، تتأثر منظم منخفض الهبوطs بالضوضاء الحرارية وضوضاء الطلقة ثنائية القطب وضوضاء الوميض. تساهم كل من هذه الظواهر في حدوث ضوضاء في جهد الخرج، ويتركز في الغالب على الطرف الأدنى من طيف التردد. من أجل تصفية ترددات التيار المتردد بشكل صحيح، يجب أن يرفض منظم منخفض الهبوط التموج عند الإدخال أثناء إدخال الحد الأدنى من الضوضاء عند الإخراج. الجهود المبذولة لتخفيف التموج من جهد الدخل يمكن أن تذهب سدى إذا أضاف منظم منخفض الهبوط الصاخب تلك الضوضاء مرة أخرى عند الخرج.

### التنظيم
التنظيم هو مقياس لقدرة الدائرة على الحفاظ على جهد الخرج المحدد في ظل ظروف تحميل مختلفة. يتم تعريف تنظيم الحمل على النحو التالي:
{\displaystyle {\text{Load Regulation}}={\Delta V_{\text{OUT}} \over \Delta I_{\text{OUT}}}}
تحدث أسوأ حالة لتغيرات جهد الخرج عندما ينتقل تيار الحمل من الصفر إلى أقصى قيمته المقدرة أو العكس.

### تنظيم الخط
تنظيم الخط هو مقياس لقدرة الدائرة على الحفاظ على جهد الخرج المحدد بجهد دخل متغير. يتم تعريف تنظيم الخط على النحو التالي:
{\displaystyle {\text{Line regulation}}={\Delta V_{\text{OUT}} \over \Delta V_{\text{IN}}}}
مثل التنظيم الأول، يعد تنظيم الخط معلمة حالة ثابتة - يتم إهمال جميع مكونات التردد. تؤدي زيادة كسب تيار الحلقة المفتوحة للتيار المستمر إلى تحسين تنظيم الخط.

### استجابة عابرة
الاستجابة العابرة هي الحد الأقصى المسموح به لتغير جهد الخرج لتغيير خطوة الحمل الحالية. الاستجابة العابرة هي دالة لقيمة مكثف الإخراج ({\textstyle C_{\text{OUT}}})، مقاومة السلسلة المكافئة (ESR) لمكثف الخرج، مكثف الالتفافية ({\textstyle C_{\text{BYP}}}) يُضاف عادةً إلى مكثف الخرج لتحسين استجابة الحمل العابر، والحد الأقصى للحمل الحالي ({\textstyle I_{\text{OUT,MAX}}}). يتم تعريف الحد الأقصى لتغير الجهد العابر على النحو التالي:
{\displaystyle \Delta V_{\text{TR,MAX}}={\frac {I_{\text{OUT,MAX}}}{C_{\text{OUT}}+C_{\text{BYP}}}}\Delta t_{1}+{\Delta V_{\text{ESR}}}} 
أين {\textstyle \Delta t_{1}} يتوافق مع عرض النطاق الترددي مغلق الحلقة لمنظم منخفض الهبوط.{\textstyle \Delta V_{\text{ESR}}} هو تباين الجهد الناتج عن وجود ESR ({\textstyle R_{\text{ESR}}}) من مكثف الإخراج. يحدد التطبيق مدى انخفاض هذه القيمة.

## روابط خارجية
- فهم أساسيات المنظم
- فهم قانون منظم منخفض الهبوط - TI
- فهم الضوضاء ومفهوم PSRR في منظم منخفض الهبوط - موقع كل شيء عن الدوائر
- فهم الضوضاء في منظم منخفض الهبوط - TI
- فهرس ملاحظات تطبيق TI عن منظم منخفض الهبوط - موقع TI